# Terri Schiavo
Theresa Marie Schiavo (ur. 3 grudnia 1963, zm. 31 marca 2005) znana jako Terri Schiavo – Amerykanka pochodząca z miasta St. Petersburg na Florydzie, która ostatnie piętnaście lat swojego życia spędziła w trwałym stanie wegetatywnym (ang. persistent vegetative state – PVS). Decyzja o zaprzestaniu sztucznego odżywiania Terri Schiavo oraz walka o utrzymanie jej przy życiu wywołała szeroki oddźwięk na świecie.
Dnia 25 lutego 1990 roku Terri Schiavo doznała ciężkiego uszkodzenia mózgu w wyniku zatrzymania krążenia, które wystąpiło prawdopodobnie w związku z zaburzeniami metabolicznymi spowodowanymi bulimią. Prawnym opiekunem został ustanowiony jej mąż Michael Schiavo. Po piętnastu latach Michael podjął decyzję o zaprzestaniu sztucznego podtrzymywania jej stanu. Na mocy wyroku sądowego dnia 18 marca 2005 roku jej sztuczne odżywianie zostało wstrzymane, co doprowadziło 31 marca (po trzynastu dobach) do zgonu.
Michael Schiavo utrzymywał, że żona wyraziła pragnienie, aby w razie jakiejś nieuleczalnej choroby nie podtrzymywać jej stanu w nieskończoność. Opiekujący się nią lekarze twierdzili, że jej sytuacja zdrowotna jest beznadziejna. Rodzice Terri Schiavo, Bob i Mary Schindlerowie, nie podzielali tego stanowiska. Ich zdaniem Michael Schiavo chciał celowo doprowadzić do śmierci swojej żony, aby wziąć ślub z kochanką. Bob i Mary na podstawie swoich kontaktów z córką twierdzili, że można było z Terri nawiązać jakiś rodzaj porozumienia. Według ich opinii dzięki rehabilitacji dałoby się przywrócić ich córkę do sprawności. 
Spór o prawo do decydowania o losie Terri Schiavo zakończył się szeregiem spraw sądowych. Publiczne procesy nadały sprawie rozgłos. W amerykańskim społeczeństwie rozgorzała zażarta dyskusja dotycząca granicy między życiem i śmiercią. Osoby konserwatywne sądziły, że odłączenie Terri to „zamordowanie upośledzonej osoby wymagającej troskliwej opieki”. Liberalni Amerykanie uważali, że Terri Schiavo „powinna mieć prawo do godnej śmierci po trwającej piętnaście lat bezsensownej wegetacji”.
Spór rozstrzygnęła decyzja niezawisłego sądu. Sztuczne odżywianie zostało odłączone po raz trzeci i ostatni. Poprzednie odłączenia były przerywane decyzjami sędziów kolejnych instancji oraz parlamentu stanowego Florydy.
Ogromny rozgłos sprawy spowodował, że wszystkie konserwatywne ruchy polityczne postanowiły sobie za zadanie utrzymanie Terri Schiavo przy życiu. Kościół katolicki w Ameryce, ówczesny prezydent George W. Bush, gubernator Florydy Jeb Bush, Partia Republikańska oraz Kongres USA podjęły szereg działań popierających racje rodziców Terri. Działacze z Amerykańskiej Unii Wolności Obywatelskich (ang. American Civil Liberties Union) oraz niektórzy członkowie Partii Demokratycznej stanęli po stronie jej męża. Kongres wydał specjalną ustawę, dającą rodzicom Terri Schiavo prawo odwołania się od decyzji sądów stanowych. Jednak kolejne sądy federalne podtrzymały decyzję niższych instancji.
Dnia 1 kwietnia mąż Schiavo zlecił jej sekcję, a 15 czerwca ogłoszone zostały wyniki. 
W chwili śmierci jej mózg ważył 615 gramów, co odpowiada połowie średniej masy tego narządu u kobiety. Badania sekcyjne ujawniły uszkodzenia wielu ważnych ośrodków. Kora mózgowa Schiavo była prawie całkowicie pozbawiona neuronów. Lekarze stwierdzili, że kiedy znajdowała się w śpiączce, nie mogła porozumiewać się z rodzicami na migi, bo jej ośrodek wzroku był całkowicie zdegenerowany. Medycy uznali, że zawał poczynił tak wielkie szkody w jej mózgu, że żadna rehabilitacja nie mogłaby jej pomóc.